# Guidel
Guidel is een Franse gemeente in het departement Morbihan. Guidel ligt in het zuiden van Bretagne, aan de Golf van Biskaje. De gemeente telde 12.236 inwoners op 1 januari 2022. Het is een van de 25 gemeenten in het gemeentelijk samenwerkingsverband Lorient Agglomération.
De jachthaven van Guidel telt ongeveer 200 aanlegplaatsen.
In de gemeente zijn veel bouwwerken die dienden voor de kustverdediging. Het Fort du Loch werd gebouwd vanaf 1756 en diende om de haven van Lorient te verdedigen. Verder zijn er veel bunkers uit de Tweede Wereldoorlog die deel uitmaakten van de Atlantikwall.
De gemeente telt zeven historische dorpskapellen:
- Kapel Saint-Matthieu (15e en 19e eeuw)
- Kapel La Madeleine (19e eeuw)
- Kapel Saint-Fiacre (15e-16e en 19e eeuw)
- Kapel Notre Dame de Pitié (19e eeuw)
- Locmaria (17e-19e eeuw)
- Kapel Saint-Laurent (19e eeuw)
- Kapel Saint-Michel (19e eeuw)[2]

## Geografie
De oppervlakte van Guidel bedroeg op 1 januari 2022 52,29 vierkante kilometer; de bevolkingsdichtheid was toen 234 inwoners per km².
De gemeente ligt tussen Quimperlé en Lorient in het westen van het departement. Naast het centrum van Guidel, in het binnenland, telt de gemeente een tweede grote bewoningskern, Guidel-Plages. Daarnaast zijn er tientallen dorpjes en gehuchten. De kustlijn van de gemeente is 5 km lang en telt 5 stranden. In het westen grenst de gemeente aan de Laïta, de ría die Quimperlé met de oceaan verbindt. Het meer Étang de Laénnec is 80 ha groot.
De onderstaande kaart toont de ligging van Guidel met de belangrijkste infrastructuur en aangrenzende gemeenten.

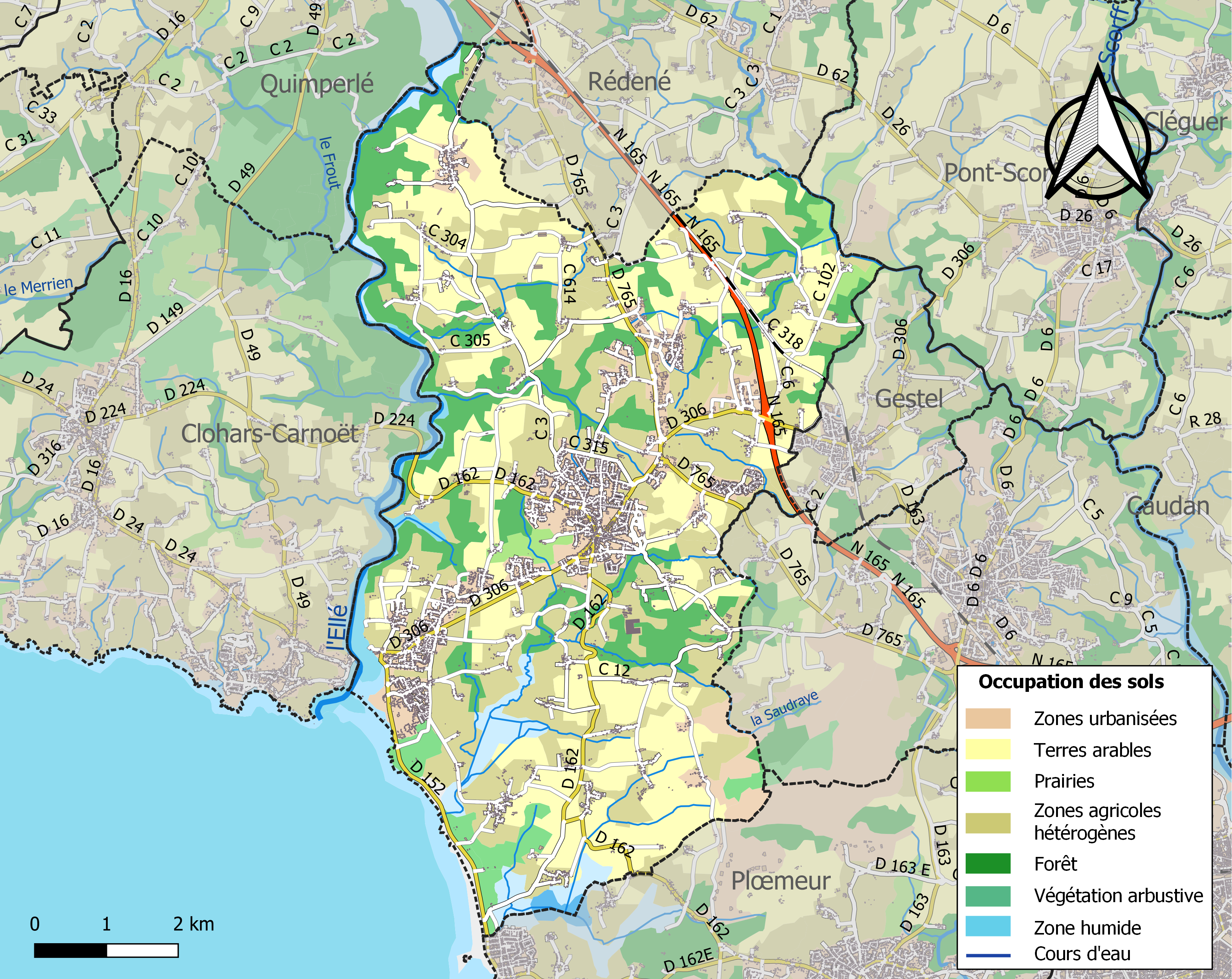

## Demografie
In 1866 telde de gemeente 4.112 inwoners. Vanaf de jaren 1960 kende de gemeente een sterke bevolkingsgroei.
Onderstaande figuur toont het verloop van het inwonertal, bron: INSEE-tellingen. 